# Europeiska försvarsbyrån
Europeiska försvarsbyrån, förkortas EDA av det engelska namnet European Defence Agency, är ett organ inom Europeiska unionen (EU). EDA inrättades som ett självständigt EU-organ 2004, är baserat i Bryssel och har som uppgift att stärka och förbättra den europeiska försvarsförmågan genom att ägna sig åt frågor relaterade till förmågeutveckling, försvarsmateriel, försvarsindustri samt forskning och teknikutveckling. Verksamheten består i huvudsak i att främja europeiska samarbetsprojekt inom dessa områden.
EDA arbetar dock ej med pågående militära insatser eller operativ planering av insatser, vilket inom EU sköts av Europeiska unionens militärstab (EUMS), som utgör ett generaldirektorat inom generalsekretariatet för Europeiska unionens råd.
Som chef för EDA är den höge representanten för GUSP inom EU. Under chefen finns en verkställande direktör som på heltid ägnar sig åt ledning av EDA.
EDA har 2008 en budget på 32 miljoner euro och har cirka 100 anställda.

## Deltagande medlemsstater
Samtliga EU-länder deltar i försvarsbyrån. Fram till den 23 mars 2023 stod Danmark som enda medlemsstat utanför försvarsbyrån till följd av sin tidigare undantagsklausul från unionens försvarspolitiska samarbete.

### Webbkällor
- Regeringen.se: Europeiska försvarsbyrån (EDA)
- EUROPA: Europeiska försvarsbyrån

1. ↑  Rådets gemensamma åtgärd 2004/551/GUSP av den 12 juli 2004 om inrättande av en europeisk försvarsbyrå, konsoliderad version per 1 december 2009, senast ändrad av Rådets gemensamma åtgärd 2008/299/GUSP av den 7 april 2008; artikel 7 (byråns chef) respektive artikel 10 (verkställande direktören).